# 細深海鮭
細深海鮭，為輻鰭魚綱水珍魚目小口兔鮭科的其中一種，為深海魚類，分布於南冰洋海域，棲息深度0-2800公尺，體長可達21.7公分，棲息在底層水域，生活習性不明。
其种加词来源于拉丁文“gracilis”，意为“纤细的”。